# Tiếng Liguria
Tiếng Liguria (ligure hoặc lengua ligure) là loại ngôn ngữ Gallo-Rôman được sử dụng ở vùng Liguria ở miền Bắc nước Ý, các vùng ven biển Địa trung Hải của Pháp, Monaco và trong những ngôi làng Carloforte và Calasetta ở đảo Sardegna. Nó là một phần của ngôn ngữ Tây Rôman. Tiếng Genova (Zeneise), được nói ở Genova, thủ phủ của vùng Liguria, là ngôn ngữ tiêu chuẩn mà các phương ngữ
Có gần 500.000 người nói tiếng Linguria là tiếng mẹ đẻ, và vẫn được sử dụng rộng rãi ở Genova và trong nhiều thị trấn và làng mạc trong khu vực. Cũng có nhiều nhóm với mục địch bảo tồn ngôn ngữ như Associazione Culturale O Venice ở Chiavari, có mở lớp dạy tiếng Liguria. Những người nổi tiếng nói tiếng Liguria gồm Niccolò Paganini, Giuseppe Garibaldi, Christopher Columbus, Eugenio Montale, Giulio Natta, Italo Calvino, và Fabrizio De André.Có cả một nhóm nhạc nổi tiếng, Buio Pesto, những người sáng tác bài hát hoàn toàn trong tiếng Genova.
Có nhiều nhà thơ nhà văn viết tiếng Ligurian trải dài từ thế kỷ 13 đến nay, chẳng hạn như Luchetto (tên giả tiếng Genova), Martin Piaggio vàGian Giacomo Cavalli.

## Địa lý

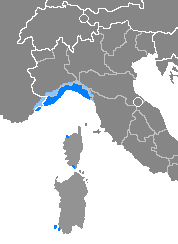
Tiếng Liguria

Bên cạnh Liguria, ngôn ngữ này còn được sử dụng truyền thống ở ven biển bắc Tuscany, miền nam Piemonte (một phần của các tỉnh của Monaco), tận cùng phía tây của Emilia-Romagna (một số khu vực trong tỉnh Piacenza), trong một số khu nhỏ của miền nam Sardegna (Ý), vùng Alpes-Maritimes của Pháp (chủ yếu ở Cote d ' Azur từ biên giới Ý đến và bao gồm Monaco), và trong một thị trấn ở phía nam của Corsica (Pháp). Nó đã được nhập vào Monaco trở thành ngôn ngữ Monaco.
Phương ngữ Mentonasc được nói ở phía Đông quận Nice, được coi là một chuyển tiếp từ Tiếng Occitan sang tiếng Liguria, ngược lại ở Roiasc và Pignasc nói phương ngữ Liguria với ảnh hưởng của tiếng Occitan.
Ở Ý, ngôn ngữ đã đưa ra cách để Chuẩn ý, và nước pháp.

## Mô tả
Trang cuộc triển lãm khác biệt ý năng mà còn có đặc điểm của các ngôn ngữ lãng Mạn. Không liên kết giữa lãng Mạn Trang và các Trang ngôn ngữ của các cổ Trang dân, ở dạng của một bề mặt hoặc nếu không, có thể chứng minh bằng ngôn ngữ bằng chứng. Tuy nhiên, toponomastic anh từ cổ xưa Trang.

## Biến thể
Biến thể của tiếng Liguria là:
- Zeneise (nghĩa là tiếng Genova, biến thể chính của Ligurian, được nói ở Genova)
- Spezzino (ở La Spezia)
- Monaco (ở Monaco)
- Mentonasque (ở Menton (Pháp))
- Intemelio (ở  Sanremo và Ventimiglia)
- Brigasc (ở La Brigue và Briga Moss)
- Royasc (tiếng Pháp: Royasque) (ở thượng thung lũng Roya)
- Tabarchino (ở Calasetta và Carloforte)
- Bonifacino (ở Bonifacio)
- Noveise (Bắc của Genova, chủ yếu là ở Val Borbera và Novi Ligure)

## Bảng chữ cái
Bảng chữ cái tiếng Liguria bao gồm
- 7 nguyên âm: a, e, i, ò (IPA: [ɔ]), o [u], u [y], æ [ɛ], cộng thêm nhóm eu [ø].
- 19 phụ âm: b, c, c, d, f, g, h, l, m, n, ñ, p, q, r, s, t, v, x, z.
- Nó sử dụng âm sắc (¨), mũ (ˆ), dấu sắc (´), và dấu huyền (`) trên hầu hết các nguyên âm. Nó cũng sử dụng (ç).

## Từ vựng
- o péi: lê
- o mei: táo
- o belin hoặc belan (giống với dương vật)
- o çetron: cam
- o figo: quả vả
- o persego: quả đào
- a framboasa: quả mâm xôi
- a çexa: cherry
- o merello: dâu
- a nôxe: quả óc chó
- a nisseua: hạt dẻ
- o bricòccalo: quả mơ
- l'uga: nho
- o pigneu: hạt thông
- arvî:  mở
- serrâ: đóng
- ciæo: ánh sáng
- a cà hoặc casa: nhà
- l'euvo: trứng
- l'euggio: mắt
- a bocca: miệng
- a testa: đầu
- a scheña: lưng
- o brasso: cánh tay
- a gamba: chân
- o cheu: tim
- l'articiòcca: đào
- a tomata: cà chua

## Đường dẫn ngoài
- Associazione O Venice (ý/ tiếng ba lan)
- ACADÉMIA LIGÙSTICA LÀM BRÉNNO (trong tiếng ba lan)
- Tự Xưng là "chính Thức Số và Chữ" (trong tiếng ba lan)
- Một Compagna (tiếng Ý)
- Mẫu âm thanh của một số ý, tiếng địa phương Lưu trữ ngày 23 tháng 5 năm 2007 tại Wayback Machine
- GENOVÉS.com.ar (tiếng Anh) – Trang ngôn ngữ và văn hóa, tài liệu, hình ảnh và nguồn lực để tìm hiểu tiếng ba lan Lưu trữ ngày 10 tháng 1 năm 2011 tại Wayback Machine (tiếng Anh)
- GENOVÉS.com.ar (Chủ ở Trang và tiếng tây ban nha) Lưu trữ ngày 10 tháng 1 năm 2011 tại Wayback Machine (tiếng Tây Ban Nha)
- Trang văn xuôi và thơ ca Lưu trữ ngày 21 tháng 1 năm 2012 tại Wayback Machine
- Trang từ điển trong tiếng tây ban nha để tải về miễn phí Lưu trữ ngày 27 tháng 1 năm 2012 tại Wayback Machine
- Trang cơ bản từ vựng tại Toàn cầu Lexicostatistical cơ sở dữ Liệu
- Internet explorer trình trong Trang
- Opera trình trong Trang Lưu trữ ngày 26 tháng 4 năm 2012 tại Wayback Machine